# Geboltskirchen
Geboltskirchen – miejscowość i gmina w Austrii, w kraju związkowym Górna Austria, w powiecie Grieskirchen. Liczy 1 417 mieszkańców.

## Współpraca
Miejscowość partnerska:
- Linsengericht, Niemcy